# Just Dance 2022
Just Dance 2022 là một trò chơi nhịp điệu do công ty Ubisoft phát triển và phát hành. Trò chơi được công bố vào ngày 12 tháng 6 năm 2021 tại buổi họp báo E3 và là phiên bản thứ mười ba của dòng trò chơi, và được phát hành vào ngày ngày 4 tháng 11 năm 2021 cho Nintendo Switch, PlayStation 4, PlayStation 5, Xbox One, Xbox Series X/S và Google Stadia.

## Tổng quan

Kiểu chơi của Just Dance 2022

Tương tự như các phiên bản trước, người chơi phải bắt chước động tác của những nhân vật trên màn hình và ghi điểm bằng thiết bị cảm nhận chuyển động như Kinect của Xbox One, Camera hoặc PS Move của PS4 hay tay cầm Joy-con của Nintendo Switch, hoặc sử dụng ứng dụng Just Dance Controller trên điện thoại thông minh.
Just Dance 2022 vẫn giữ nguyên giao diện và chế độ chơi cũ từ phiên bản tiền nhiệm như Co-op, Quick Play, Sweat và World Dance Floor. Chế độ Kids chỉ bao gồm 8 bài hát cũ từ những phiên bản trước thay vì 8 bài hát mới như mọi năm.
Ngoài phiên bản thường, Just Dance 2022 giới thiệu thêm phiên bản Deluxe Edition và Ultimate Edition, lần lượt tặng kèm 4 tháng và 1 năm sử dụng Just Dance Unlimited.

## Danh sách bài hát
Những bài hát sau có trong Just Dance 2022:
| Tên bài hát                      | Nghệ sĩ                                            | Năm  |
| -------------------------------- | -------------------------------------------------- | ---- |
| "Baianá"                         | Bakermat                                           | 2019 |
| "Believer"                       | Imagine Dragons                                    | 2017 |
| "Black Mamba"                    | Aespa                                              | 2020 |
| "Boombayah"                      | Blackpink                                          | 2016 |
| "Boss Witch"                     | Skarlett Klaw                                      | 2020 |
| "Build a B****"                  | Bella Poarch                                       | 2021 |
| "Buttons"                        | The Pussycat Dolls và Snoop Dogg                   | 2006 |
| "Chacarron"                      | El Chombo                                          | 2005 |
| "Chandelier"                     | Sia                                                | 2014 |
| "China"                          | Anuel AA, Daddy Yankee, Karol G, Ozuna và J Balvin | 2019 |
| "Don't Go Yet"                   | Camila Cabello                                     | 2021 |
| "Flash Pose"                     | Pabllo Vittar và Charli XCX                        | 2019 |
| "Freed from Desire"              | Gala                                               | 1996 |
| "Funk"                           | Meghan Trainor                                     | 2020 |
| "Girl Like Me"                   | Black Eyed Peas và Shakira                         | 2020 |
| "Good 4 U"                       | Olivia Rodrigo                                     | 2021 |
| "Happier Than Ever"              | Billie Eillish                                     | 2021 |
| "Human"                          | Sevdaliza                                          | 2016 |
| "I'm Outta Love"                 | Anastacia                                          | 2000 |
| "Jerusalema"                     | Master KG và Nomcebo Zikode                        | 2019 |
| "Jopping"                        | SuperM                                             | 2019 |
| "Judas"                          | Lady Gaga                                          | 2011 |
| "Last Friday Night (T.G.I.F.)"   | Katy Perry                                         | 2011 |
| "Level Up"                       | Ciara                                              | 2018 |
| "Levitating"                     | Dua Lipa                                           | 2020 |
| "Love Story (Taylor's Version)"  | Taylor Swift                                       | 2021 |
| "Mood"                           | 24kGoldn và Iann Dior                              | 2020 |
| "Mr. Blue Sky"                   | The Sunlight Shakers                               | 1977 |
| "My Way"                         | Domino Saints                                      | 2021 |
| "Nails, Hair, Hips, Heels"       | Todrick Hall                                       | 2021 |
| "Pop/Stars"                      | K/DA, Madison Beer, (G)I-dle và Jaira Burns        | 2018 |
| "Poster Girl"                    | Zara Larsson                                       | 2021 |
| "Rock Your Body"                 | Justin Timberlake                                  | 2002 |
| "Run the World (Girls)"          | Beyoncé                                            | 2011 |
| "Save Your Tears (Remix)"        | The Weeknd và Ariana Grande                        | 2021 |
| "Smalltown Boy"                  | Bronski Beat                                       | 1984 |
| "Stop Drop Roll"                 | Ayo & Teo                                          | 2021 |
| "Sua Cara"                       | Major Lazer, Anitta và Pabllo Vittar               | 2017 |
| "Think About Things"             | Daði Freyr Pétursson                               | 2020 |
| "You Can Dance"                  | Chilly Gonzales                                    | 2010 |
| "You Make Me Feel (Mighty Real)" | Sylvester                                          | 1978 |

### Kids Mode
Danh sách bài hát Kids Mode trong Just Dance 2022ː
| Tên bài hát              | Nghệ sĩ                  | Năm  |
| ------------------------ | ------------------------ | ---- |
| "Dance of the Mirlitons" | The Just Dance Orchestra | 1892 |
| "Fearless Pirate"        | Marine Band              | 2003 |
| "Funky Robot"            | Dancing Bros             | 2006 |
| "Get on the Fire Truck"  | The Step Brigade         | 2020 |
| "Jungle Dances"          | The Sunlight Shakers     | 2019 |
| "Kitchen Kittens"        | Cooking Meow Meow        | 2019 |
| "Monsters of Jazz"       | Groove Century           | 2015 |
| "My Friend the Dragon"   | The Just Dance Orchestra | 2019 |

### Just Dance Unlimited
Just Dance Unlimited tiếp tục đóng góp hơn 700 bài hát vào Just Dance 2022 và không ngừng cập nhật những nội dung mới hàng tháng.
Những bài hát độc quyền trong hệ thống Unlimited của Just Dance 2022:
| Tên bài hát                      | Nghệ sĩ                          | Năm  | Ngày phát hành |
| -------------------------------- | -------------------------------- | ---- | -------------- |
| "Shoutout"                       | Lisa Pac                         | 2021 | 13/1/2022      |
| "Koi"                            | Hoshino Gen                      | 2016 | 13/1/2022      |
| "Level Up"                       | VIPMADE                          | 2018 | 13/1/2022      |
| "À la Folie"                     | Julien Granel và Lena Situations | 2021 | 20/1/2022      |
| "Waterval"                       | K3                               | 2021 | 27/1/2022      |
| "Princess"                       | Jam Hsiao                        | 2009 | 3/2/2022       |
| Season 1ː Astral                 |                                  |      |                |
| "Positions"                      | Ariana Grande                    | 2020 | 17/2/2022      |
| "Montero (Call Me by Your Name)" | Lil Nas X                        | 2021 | 17/3/2022      |
| "Kiss Me More"                   | Doja Cat & SZA                   | 2021 | 24/3/2022      |
| "Follow the White Rabbit"        | Madison Beer                     | 2021 | 31/3/2022      |
| Season 2ː Surreal                |                                  |      |                |
| "Bad Habits"                     | Ed Sheeran                       | 2021 | 2/6/2022       |
| "Daisy"                          | Ashnikko                         | 2020 | 30/6/2022      |
| "Malibu"                         | Kim Petras                       | 2020 | 7/7/2022       |
| "Break My Heart"                 | Dua Lipa                         | 2020 | 12/72022       |